# (402) Chloë
(402) Chloë ist ein Asteroid des mittleren Hauptgürtels, der am 21. März 1895 vom französischen Astronomen Auguste Charlois am Observatoire de Nice bei einer Helligkeit von 11 mag entdeckt wurde.
Der Asteroid ist benannt nach Chloe, der hübschen, verspielten Schäferin in der alten griechischen Hirtenromanze von Daphnis und Chloe, die Longos zugeschrieben wird. Julius Bauschinger, der Direktor des Astronomischen Rechen-Instituts in Berlin, veröffentlichte 1901 die Namen von 34 von Charlois entdeckten Asteroiden zwischen den Nummern (356) und (451). Im Text heißt es lediglich: „Nach Zustimmung des Herrn Charlois haben folgende von ihm entdeckten… Planeten nachstehende Namen erhalten.“ Es liegt daher nahe, dass die Namen vom Astronomischen Rechen-Institut ausgewählt wurden.

## Wissenschaftliche Auswertung
Aus Ergebnissen der IRAS Minor Planet Survey (IMPS) wurden 1992 erstmals Angaben zu Durchmesser und Albedo für zahlreiche Asteroiden abgeleitet, darunter auch (402) Chloë, für die damals Werte von 54,2 km bzw. 0,15 erhalten wurden. Eine Auswertung von Beobachtungen durch das Projekt NEOWISE im nahen Infrarot führte 2011 zu vorläufigen Werten für den Durchmesser und die Albedo im sichtbaren Bereich von 52,6 km bzw. 0,18. Nachdem die Werte nach neuen Messungen mit NEOWISE 2012 auf 57,9 km bzw. 0,13 geändert worden waren, wurden sie 2014 auf 55,4 km bzw. 0,16 korrigiert. Nach der Reaktivierung von NEOWISE im Jahr 2013 und Registrierung neuer Daten wurden die Werte 2015 zunächst mit 47,1 oder 50,1 km bzw. 0,14 oder 0,13 angegeben und dann 2016 korrigiert zu 57,8 km bzw. 0,11, diese Angaben beinhalten aber alle hohe Unsicherheiten.
Photometrische Messungen des Asteroiden fanden erstmals statt vom 19. Januar bis 3. März 1997 während fünf Nächten am Nationalen Astronomischen Observatorium Roschen in Bulgarien. Aus der aufgezeichneten Lichtkurve wurde eine Rotationsperiode von 7,111 h bestimmt. Im gleichen Zeitraum gab es weitere Beobachtungen vom 11. Februar bis 12. März 1997 während drei Nächten am Observatorium der United States Air Force Academy in Colorado. Die registrierten Daten ergaben aber nur ein Teilstück einer vollständigen Lichtkurve. Die Rotationsperiode wurde daraus zu mindestens 7,5 Stunden abgeleitet, als wahrscheinlichster Wert wurden 9,765 h angenommen.
Neue Messungen vom 7. bis 17. Februar 2009 während vier Nächten am Palmer Divide Observatory des Space Science Institute in Colorado konnten jedoch beide früheren Ergebnisse widerlegen, denn hier wurde aus der aufgezeichneten Lichtkurve eine Periode von 10,664 h bestimmt. Dieses Ergebnis wurde durch auch eine weitere Beobachtung vom 15. bis 17. Mai 2014 am Center for Solar System Studies (CS3) in Kalifornien mit einer abgeleiteten Rotationsperiode von 10,665 h bestätigt.
Eine Auswertung von archivierten Lichtkurven des Lowell-Observatoriums in Arizona ermöglichte in einer Untersuchung von 2016 erstmals die Erstellung eines dreidimensionalen Gestaltmodells des Asteroiden für zwei alternative Rotationsachsen mit retrograder Rotation und einer Periode von 10,66844 h.
Beim L-Typ-Asteroiden (234) Barbara konnte durch Photometrie und Sternbedeckungen festgestellt werden, dass sie tief ausgegraben zu sein scheint. Daher wurde eine Beobachtungskampagne gestartet, um die Form und Rotationseigenschaften von weiteren Asteroiden des SMASSII-Spektraltyps L bzw. Ld und K zu charakterisieren. Da viele von ihnen lange Rotationsperioden aufweisen, wurde ein weltweites Netzwerk von Observatorien eingesetzt, um eine dichte zeitliche Abdeckung für 15 Asteroiden, unter ihnen auch (402) Chloë, zu erhalten. Aus den archivierten Daten von 1997, 2009 und 2014 sowie neuen photometrischen Beobachtungen aus 2015 wurde in einer Untersuchung von 2017 für (402) Chloë ein dreidimensionales Gestaltmodell für zwei alternative Rotationsachsen mit retrograder Rotation und einer Periode von 10,6684 h berechnet. Unter Berücksichtigung der Beobachtungen von zwei Sternbedeckungen am 15. und 23. Dezember 2004 konnte auch eine der alternativen Rotationsachsen bevorzugt und das Modell zu Dimensionen von etwa (76 × 67 × 49) km entsprechend einem mittleren Durchmesser von 62,6 ± 3,2 km skaliert werden.
Zwischen 2012 und 2018 wurden mit der All-Sky Automated Survey for Supernovae (ASAS-SN) auch photometrische Daten von 20.000 Asteroiden aufgezeichnet. Auf mehr als 5000 davon konnte erfolgreich die Methode der konvexen Inversion angewendet werden, darunter auch (402) Chloë, für die in einer Untersuchung von 2021 ein verbessertes dreidimensionales Gestaltmodell für eine Rotationsachse mit retrograder Rotation und einer Periode von 10,6685 h berechnet wurde. Aus archivierten Daten des Asteroid Terrestrial-impact Last Alert System (ATLAS) aus dem Zeitraum 2015 bis 2018 konnte in einer Untersuchung von 2022 mit der Methode der konvexen Inversion eine Rotationsperiode von 10,6684 h bestimmt werden.